# Coracina fortis
Coracina fortis là một loài chim trong họ Campephagidae.